# 1198
[[Категорија: 1198
.| ]]
Година 1198 (MCXCVIII) била је проста година која је почела у четвртак.

## Догађаји
- Википедија:Непознат датум — Основана Киликијска Јерменија
- Википедија:Непознат датум — Зидање манастира Хиландара.
- Википедија:Непознат датум — Умро је папа Целестин III. Истог дана је изабран енергични Лотар деи Конти ди Сегни под именом папа Иноћентије III који је био поборник пуног признања папинског примата над сваким световним ауторитетом.
- Википедија:Непознат датум — Угарски принц Андрија напао је Хум.
- Википедија:Непознат датум — На Сицилији, удовица Хенрика VI, Костанца, је признала папинску власт и склопила савез са папом одуставши од царства у корист Фридриха, поверила је папи сина и недуго затим умрла.
- Википедија:Непознат датум — Комуна Милано обновила је на тридесет година савез са Брешом, Мантовом, Вероном, Тревизом, Новаром и Верчелијем.
- Википедија:Непознат датум — Ломбардски савез је обновљен.
- Википедија:Непознат датум — У Тоскани је основан широк противцарски савез на челу којег је била Фиренца.
- Википедија:Непознат датум — Угарски принц Андрија се у лето поново сукобио с братом Емериком и изазвао против себе папино проклетство.
- Википедија:Непознат датум — Након смрти Хенрика VI у Немачкој је уследио двоструки избор: део принчева је изабрао за краља гибелина Филипа Швапског, а други део, гвелфа Отона IV, сина Хенрика Лава.
- Википедија:Непознат датум — У Алмохадском калифату калифа Абу Јусуфа Јакуба ел Мансура наследио је Мухамад ан-Насир.
- Википедија:Непознат датум — У Јапану је цар Го Тоба абдицирао у корист Цушимикада.
- Википедија:Непознат датум — Стефан Немања је подигао Манастир Хиландар на Светој Гори.

## Смрти

### Јануар
- 8. јануар — Папа Целестин III.

### Новембар
- 27. новембар — Констанца од Сицилије, жена Хенрика VI, цара Светог римског царства.

### Децембар
- 10. децембар — Ибн Рушд, арапски филозоф
- 11. децембар — Аверое, арапски филозоф и физичар, р.1126.

### Непознат датум
- Википедија:Непознат датум — Вилијам III Сицилијански, р. 1190.
- Википедија:Непознат датум — Вилијам из Њубурга, енглески историчар, р. 1135.